# Phill Jupitus

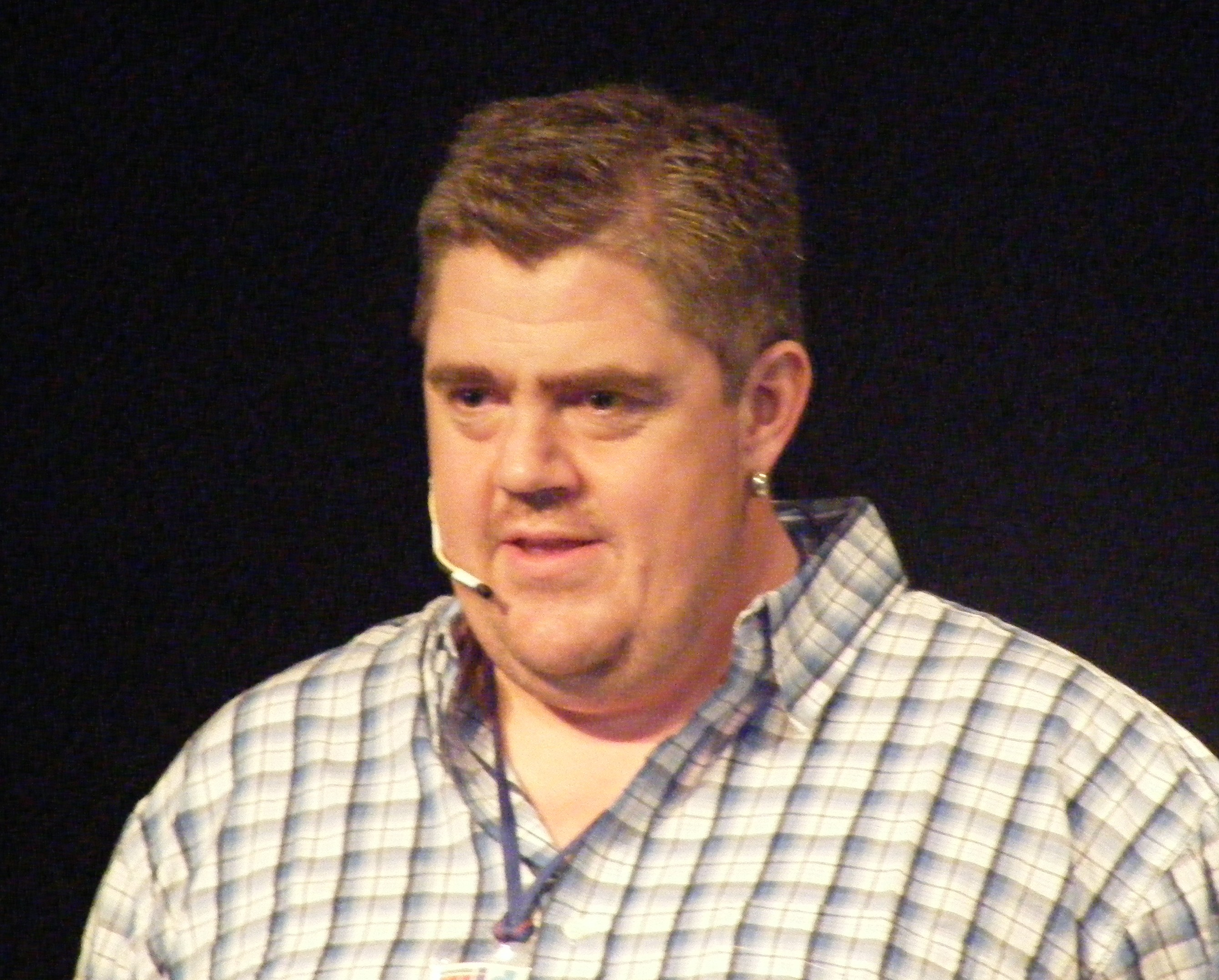
Phill Jupitus

Phillip Christopher Jupitus, född 25 juni 1962, är en brittisk komiker, skådespelare, poet och tecknare.
Jupitus har varit lagkapten i BBC Two:s musikfrågelek Never Mind the Buzzcocks sedan dess tillkomst 1996 och medverkar regelbundet i flera andra panelshower, bland annat QI och BBC Radio 4s I'm Sorry I Haven't a Clue.

## Biografi
Phill Jupitus föddes som Phillip Swan i Newport på Isle of Wight, och tog när han var 16 år sin styvfar Alexanders efternamn Jupitus. Förkortningen av hans förnamn till 'Phill' kom sig av hans mors påminnelser av att namnet "Phillip" stavas med två L, något han tog med sig till den kortare formen.
"Jupitus" är en angliserad version av efternamnets ursprungliga form Šeputis. Detta tillskrevs familjen Jupitus av en person på immigrationsverket när de emigrerade till Storbritannien från Litauen 1917.
Jupitus gick i lågstadiet i Barking och senare i Woolverstone Hall School nära Ipswich som internatelev med hjälp av ett stipendium. Han bor med sin fru och sina döttrar i Leigh-on-Sea i Essex.
Jupitus diskuterade sin arachnofobi med författaren och programledaren Suzy Klein på BBC Radio 4 programmet I'm Suzy, and I'm a Phobic, vilket visades i januari 2013.

## Karriär
Jupitus började som programledare för sin egen show på BBC GLR 1995, ett jobb som varade till 2000. 
Efter det gjorde han sin första turné i Storbritannien som ståuppkomiker med Jedi, Steady, Go, där man gör en komisk version av  Stjärnornas Krig.
Jupitus framträdde på festivalerna i Reading och Leeds 2008. I oktober 2009 blev han en del av West End-ensemblen för musikalen Hairspray, han spelade rollen som Edna Turnblad på Shaftesbury Theatre. 2011 var han med i turnén av Spamalot, där han spelade rollen som Kung Arthur.
Han var med på eventet "I Do To Equal Marriage" vilket firade införandet av samkönat äktenskap i England och Wales i mars 2014. 

## TV
Jupitus var en av panelgästerna i första avsnittet av TV-showen Loose Talk 1994. Hans stora genombrott kom 1996 när han var med i BBC Two:s frågetävling Never Mind the Buzzcocks som lagkapten - han var med i alla avsnitt förutom säsong 25 avsnitt 6. Han är även ofta med i QI som panelgäst.
I december 1999 hade han en huvudroll i Dark Ages, en ITV-komediserie som gör en parodi på de förberedelser (och rädslor) som fanns inför millennieskiftet 1999. Serien utspelade sig i Essex år 999.
Sedan dess första säsong sommaren 2013 har Jupitus spelat Councillor Cowdrey i CITV:s barnprogram Bottom Knocker Street.